# Carsten Wirth
Carsten Wirth (* 22. Mai 1962 in Mannheim) ist ein deutscher Wirtschaftswissenschaftler und Professor an der Hochschule Darmstadt.

## Werdegang
Nach dem Abitur am Friedrich-Gauß-Gymnasium in Hockenheim studierte er ab 1983 Volkswirtschaftslehre in Mannheim, Leeds und an der Freien Universität Berlin, unterbrochen durch den Zivildienst beim „Mobilen sozialen Hilfsdienst“ der Arbeiterwohlfahrt, Mannheim. Im November 1997 wurde er als externer Doktorand in Berlin promoviert. Er war danach als wissenschaftlicher Mitarbeiter an der FU Berlin tätig. 
Nach mehrjähriger freiberuflicher Tätigkeit in der beruflichen und politischen Erwachsenenbildung war er von 2002 bis 2008 als hauptamtlich Lehrender an der Fachhochschule des Bundes für öffentliche Verwaltung, Fachbereich Arbeitsverwaltung, Mannheim (Vorgängerinstitution der Hochschule der Bundesagentur für Arbeit) tätig.
Von April 2008 bis Februar 2014 war er Professor für Verwaltung und Netzwerkarbeit in der Sozialwirtschaft an der Fachhochschule Kempten. 
Seit März 2014 lehrt er als Professor an der Hochschule Darmstadt. Dort vertritt er die Arbeitsgebiete Arbeitswissenschaft und Organisations- und Personalmanagement.
Wirth war von 2012 bis 2020 Mitherausgeber der Zeitschrift Industrielle Beziehungen.

## Positionen
Im Zuge der Debatte zur Zukunft der Innenstädte und der Schließung zahlreicher Warenhäuser von Galeria Karstadt Kaufhof schlug Wirth 2023 die Überführung in kommunale Betriebe oder Genossenschaften vor, die durch eine überregionale Einkaufszentrale kooperieren. Dies sei eine sozial, ökologisch und ökonomisch tragfähige Alternative zu wiederholten staatlichen Krediten, unsicherer Beschäftigung und einem den nicht-nachhaltigen Konsum fördernden Geschäftsmodell.

## Schriften (Auswahl)
- Die neue Unübersichtlichkeit im Einzelhandel. Westfälisches Dampfboot, Münster 1994
- Unternehmungsvernetzung, Externalisierung von Arbeit und industrielle Beziehungen. Die negotiation of order von ausgewählten Netzwerkbeziehungen einer Warenhausunternehmung. Hampp, München/Mering 1999
- (Hrsg. gemeinsam mit Jörg Sydow) Arbeit, Personal und Mitbestimmung in Unternehmungsnetzwerken. Hampp, München/Mering 1999
- Reflexive Arbeitskräftewirtschaft. Strukturation, Projektnetzwerke und TV-Content-Produktion. Hampp, München/Mering 2010
- (Hrsg. gemeinsam mit Jörg Sydow) Organisation und Strukturation. Eine fallbasierte Einführung. Springer VS, Wiesbaden 2014
- Modularer Einzelhandel und industrielle Beziehungen – Ergebnisse einer qualitativen Längsschnittuntersuchung. Westfälisches Dampfboot, Münster 2016
- Hrsg.: Konkurrenzen und Solidaritäten. Festschrift für Anton Kobel, Nomos Verlag, Baden-Baden 2021, ISBN 978-3-98542-002-5